# أشوك ساراف
أشوك ساراف هو ممثل هندي (وحمل سابقاً جنسية الراج البريطاني)، ولد في 4 يونيو 1947.

## وصلات خارجية
- أشوك ساراف على موقع IMDb (الإنجليزية)
- أشوك ساراف على موقع روتن توميتوز (الإنجليزية)
- أشوك ساراف على موقع قاعدة بيانات الفيلم (الإنجليزية)